# 内閣情報官
内閣情報官（ないかくじょうほうかん、英: Director of Cabinet Intelligence）は、日本における官職。内閣情報調査室の長で、政府の情報収集活動を統括する。内閣法に基づき内閣官房に置かれる職で、国家公務員法2条3項に規定される特別職の一つ。

## 所掌事務
内閣情報調査室の長として、内閣官房長官、内閣官房副長官、内閣危機管理監を助け、内閣の重要政策に関する情報の収集及び分析その他の調査に関する事務（各行政機関の行う情報の収集及び分析その他の調査であつて内閣の重要政策に係るものの連絡調整に関する事務を含む）を掌理する。日本の情報機関の取りまとめ役として、内閣総理大臣に週2回、各20〜30分程度の定例報告をしているほか、必要に応じて随時、国内外の特異情報に関する分析を総理に直接報告している。
内閣情報官の直轄部門として情報収集衛星を運用する内閣衛星情報センターが設けられており、北朝鮮情報などの機微な情報が、内閣情報官を通じて即座に総理や官房長官に伝えられるようになっている。内閣情報官を通じて総理や官房長官に伝えられた様々な情報に基づいて、総理が政治的判断を下すことになる。

## 地位
以前の内閣情報調査室長は政令に設置根拠を有する職であり一般職の国家公務員であったが、1998年に「法律を根拠とする職」に格上げされ、内閣情報官に職名変更される際に特別職の事務次官級の国家公務員になった。 辞令上は、政令に基づく室長時代は「内閣官房内閣情報調査室長」のように内閣官房の4文字を冠する必要があったが、法律に基づく情報官は単に「内閣情報官」とするのが正式表記である。
前身の内閣情報調査室長等を含む歴代の内閣情報官は内務・警察官僚の指定席である。

## 歴代内閣情報官
※内閣情報官の前身の内閣情報調査室長に関しては内閣情報調査室#歴代内閣官房内閣情報調査室長を参照。
| 代 | 氏名                   | 氏名     | 在任期間                | 前職                              | 後職 | 備考 |
| -- | ---------------------- | -------- | ----------------------- | --------------------------------- | --- | ---- |
| 1  |                        | 杉田和博 | 2001.1.6 - 2001.4.1     | 内閣官房内閣情報調査室長          | 内閣危機管理監 |      |
| 2  |                        | 兼元俊徳 | 2001.4.1 - 2001.4.26    | 警察大学校長                      | シティユーワ法律事務所オブ・カウンセリング JXホールディングス監査役 野村ホールディングス取締役 野村證券取締役 リケン取締役 日本テレビホールディングス監査役 |      |
| 3  | 2001.4.26 - 2003.11.19 | 兼元俊徳 |                         | 警察大学校長                      | シティユーワ法律事務所オブ・カウンセリング JXホールディングス監査役 野村ホールディングス取締役 野村證券取締役 リケン取締役 日本テレビホールディングス監査役 |      |
| 4  | 2003.11.19 - 2005.9.21 | 兼元俊徳 |                         | 警察大学校長                      | シティユーワ法律事務所オブ・カウンセリング JXホールディングス監査役 野村ホールディングス取締役 野村證券取締役 リケン取締役 日本テレビホールディングス監査役 |      |
| 5  | 2005.9.21 - 2006.4.1   | 兼元俊徳 |                         | 警察大学校長                      | シティユーワ法律事務所オブ・カウンセリング JXホールディングス監査役 野村ホールディングス取締役 野村證券取締役 リケン取締役 日本テレビホールディングス監査役 |      |
| 6  |                        | 三谷秀史 | 2006.4.1 - 2006.9.26    | 警察庁警備局外事情報部長          | 拉致問題対策本部事務局長代理を経て 内閣官房参与 |      |
| 7  | 2006.9.26 - 2007.9.26  | 三谷秀史 |                         | 警察庁警備局外事情報部長          | 拉致問題対策本部事務局長代理を経て 内閣官房参与 |      |
| 8  | 2007.9.26 - 2008.9.24  | 三谷秀史 |                         | 警察庁警備局外事情報部長          | 拉致問題対策本部事務局長代理を経て 内閣官房参与 |      |
| 9  | 2008.9.25 - 2009.9.16  | 三谷秀史 |                         | 警察庁警備局外事情報部長          | 拉致問題対策本部事務局長代理を経て 内閣官房参与 |      |
| 10 | 2009.9.16 - 2010.4.2   | 三谷秀史 |                         | 警察庁警備局外事情報部長          | 拉致問題対策本部事務局長代理を経て 内閣官房参与 |      |
| 11 |                        | 植松信一 | 2010.4.2 - 2010.6.8     | 大阪府警察本部長                  | 内閣官房参与を経て世界政経調査会会長、 三井住友銀行顧問 |      |
| 12 | 2010.6.8 - 2011.9.2    | 植松信一 |                         | 大阪府警察本部長                  | 内閣官房参与を経て世界政経調査会会長、 三井住友銀行顧問 |      |
| 13 | 2011.9.2 - 2011.12.27  | 植松信一 |                         | 大阪府警察本部長                  | 内閣官房参与を経て世界政経調査会会長、 三井住友銀行顧問 |      |
| 14 |                        | 北村滋   | 2011.12.27 - 2012.12.26 | 警察庁長官官房総括審議官          | 国家安全保障局長 兼 内閣特別顧問 |      |
| 15 | 2012.12.26 - 2019.9.11 | 北村滋   |                         | 警察庁長官官房総括審議官          | 国家安全保障局長 兼 内閣特別顧問 |      |
| 16 |                        | 瀧澤裕昭 | 2019.9.11 - 2023.6.27   | 内閣官房内閣情報調査室 内閣審議官 | |      |
| 17 |                        | 原和也   | 2023.6.27 -             | 警察庁警備局長                    | |      |